# Patois de Canaan
Pour les articles homonymes, voir Canaan.
Le patois de Canaan, ou langue de Canaan, est un sociolecte employé dans les Églises protestantes du Midi.

## Définition
Le patois de Canaan est un langage ecclésiastique, souvent vieilli, qui peut sembler incompréhensible aux non-chrétiens,. 
De nos jours, le patois de Canaan est un concept qui s'applique à deux domaines, celui de la communication religieuse (prédication et évangélisation), et celui de la sociologie de la religion. Le chercheur doit pouvoir comprendre les symboles et les valeurs attachés aux lexèmes ou expressions qui renvoient très souvent à une conception chrétienne particulière[pas clair].

## Nom
L'appellation "de Canaan" est issue de la Bible, du verset d'Isaïe 19, 18 : 

« En ce temps-là, il y aura cinq villes au pays d'Egypte, 
Qui parleront la langue de Canaan,
Et qui jureront par l'Eternel des armées. »

Dieu promet à Abraham la terre de Canaan. C'est donc la langue du peuple élu, et l'utilisation dans les Eglises protestantes a cette idée de langue de l'élite spirituelle élue. 

Ce nom n'est pas utilisé par les premiers réformés du XVIe siècle. Il faut attendre plusieurs décennies pour trouver cette référence biblique, et Agrippa d'Aubigné affirme dans l'Histoire universelle que l'expression était utilisée dans l'entourage de Catherine de Médicis pour désigner le style des réformés :  

« Tout ce stile qu'ils appeloyent entre les dames le langage de Canaan, s'estudioit au soir au coucher de la roine, et non sans rire. »

Les dames en question sont les membres de l'« escadron volant » de la reine, et celles-ci apprennent ce langage pour impressionner les Grands huguenots.

## Histoire
La langue de Canaan s'est forgée à partir de la traduction par Pierre Robert Olivétan de la Bible hébraïque en 1535, puis du Psautier de Genève de Clément Marot et Théodore de Bèze. Elle se développe dans les campagnes du Midi de la France à l'époque moderne, où l'on parlait le provençal (ce que nous appelons aujourd'hui l'occitan).  

## Fonctionnement de la langue
Le parler de Canaan tire sa texture, son imaginaire et sa morale de l'hébreu.